# Лала (река)
Лала — река в Архангельской и Кировской областях России, правый приток реки Луза (бассейн Северной Двины).
Длина реки составляет 172 км, площадь бассейна — 1010 км². Река течёт по всхолмлённой равнине. Питание смешанное, с преобладанием снегового. Средний расход воды в 16 км от устья составляет 11,4 м³/с, наибольший — 278 м³/с (в мае), наименьший — 0,18 м³/с (в феврале). Ранее у деревни Петровщина работала гидроэлектростанция.
Исток реки в Архангельской области, в верхнем течении она перетекает в Кировскую. Высота истока — 136 м над уровнем моря. В первой половине течения река течёт на юго-восток по ненаселённому лесному массиву, у села Верхне-Лалье река поворачивает на юго-запад и протекает ряд деревень. В нижнем течении протекает посёлок Лальск ниже его выходит на пойму Лузы, где и впадает в неё.

## Притоки
- 29 км: река Русаниха (пр)
- 66 км: река Дмитриевка (пр)
- 81 км: река Даровица (пр)
- 117 км: река Большой Шельмас (лв)
- 120 км: река Озёрная (пр)
- 143 км: река Сосновка (пр)
- 157 км: река Пустынский Моченец (пр)
- 164 км: река Моченец (лв)